# Správce oken

Správce oken (window manager)

Správce oken (anglicky window manager) je v informatice označení pro specializovaný počítačový program, který se stará o umístění a vzhled oken programů běžících uvnitř grafického uživatelského rozhraní (GUI). Správce oken komunikuje s uživatelem, jeho spuštěnými aplikacemi a subsystémem, který zajišťuje zobrazení pomocí grafické karty.

## Charakteristika
Přestože je v různých systémech úloha správce oken různě definována, jejich hlavním úkolem zůstává, aby uživatel mohl počítač ovládat pomocí GUI a myši (přepínání oken a související přepojování vstupu od klávesnice, změnu velikosti oken, minimalizace, maximalizace, uzavření okna, překrývání aktivního okna, spuštění programu, resp. vytvoření nového okna atd.). Správce oken je často doplněn o různé nástroje a funkce, například dokovací prostor pro minimalizovaná okna, podpora miniaplikací (gadgets), lišta s ikonami otevřených oken (taskbar), oznamovací oblast, systray, podpora ikon na ploše, menu s programy, pozadí plochy atd.
Pro tvorbu správce oken jsou typicky widget toolkity, což jsou knihovny, které umožňují vytváření základních elementů používaných v GUI (ovládací prvky). Jen zřídka jsou však v systémech úkoly programu a správce oken jednoznačně vymezeny, a proto se často překrývají (např. zodpovědnost za znovuvykreslení části okna, která byla dříve zakryta jiným oknem).

### Kompozitní správci oken
Kompozitní správce oken využívá schopnosti grafických procesorů (GPU) osazených na moderních grafických kartách. Využívá jejich pokročilých funkcí tak, že obrazy jednotlivých oken i pozadí jsou vytvářeny v paměti zvlášť a GPU je pouze instruován, jak je má na monitoru zobrazit. To umožňuje ulevit hlavnímu procesoru počítače a zároveň poskytnout různé efekty (průhlednost oken, vlnění oken při posunu či změně velikosti, pracovní plochy na kostce atd.). V Linuxu je typickým zástupce Compiz.

## Microsoft Windows
Operační systém Microsoft Windows pojem správce oken sice nezná, avšak jeho úlohu přejímá program EXPLORER.EXE (který též zobrazuje obsah adresářů, slouží k prohlížení webových stránek apod.). V dokumentaci a nápovědě k Windows je tento pojem bez vysvětlení stejně jako skutečnost, že správce oken nebo jeho schopnosti je možné nahradit programy třetích stran změnami v registrech (např. WindowBlinds).

## X Window System
X Window System je grafické prostředí určené pro unixové systémy (např. Linux, Mac OS X, FreeBSD apod.), které jednak správce oken definuje a jednak je navrženo přísně modulárním způsobem, takže je možné správce oken snadno vyměnit. Komunikaci s hardware zde zajišťuje X Server, ke kterému se připojují aplikace (jako klienti), jde tedy o model klient–server. I správce oken je vůči X Serveru v pozici klienta. Vzájemná komunikace probíhá pomocí X Protokolu, který je snadno rozšiřitelný a hlavně je na klientech i zobrazovacím X Serveru nezávislý. Proto mohou jednotlivé součásti X Window System běžet na různých počítačích a na různých též nechat zobrazovat svá okna.
Pro X Window System existuje velké množství správců oken, přičemž každý poskytuje různé možností práce, funkcí a konfigurace. Například existují minimalističtí správci oken, kteří běží svižně i na slabém hardware, avšak existují i sofistikovaní kompozitní správce oken, které využívají moderní schopnosti 3D zobrazování.

## Populární správci oken
- AfterStep
- Blackbox – minimalistický
- Compiz – jeden ze současných populárních kompozitních správců oken pro Linux
- evilwm
- Enlightenment
- Fluxbox – minimalistický, založen na Blackboxu
- FVWM
- IceWM
- Ion
- KWin – původně KWM, použitý v KDE
- Metacity – používán v GNOME od verze 2.2 do verze 3, kdy byl nahrazen mutterem
- Mutter – kompozitní správce oken založený na Metacity, použitý v GNOME od verze 3
- Motif Window Manager
- Openbox – minimalistický
- Sawfish
- TWM – jednoduchý správce oken distribuovaný spolu s X Window System
- Window Maker
- Xfwm – použitý v Xfce